# Vernonia noveboracensis
Vernonia noveboracensis (укр. вернонія новебораценсис, місцева назва — New York Ironweed) — вид квіткових рослин з родини айстрових, типовий вид роду Vernonia.

## Опис

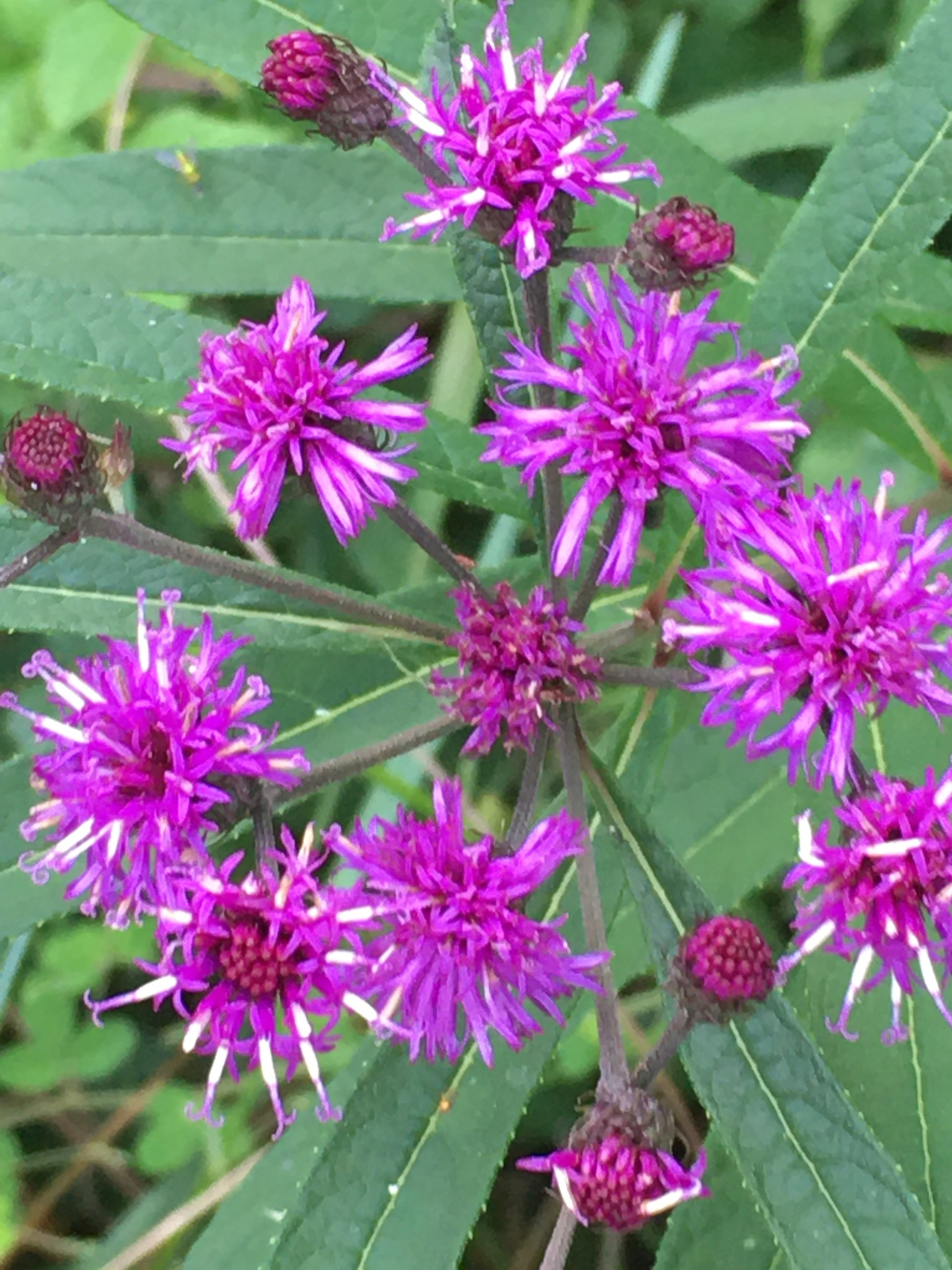
Квіти Vernonia noveboracensis

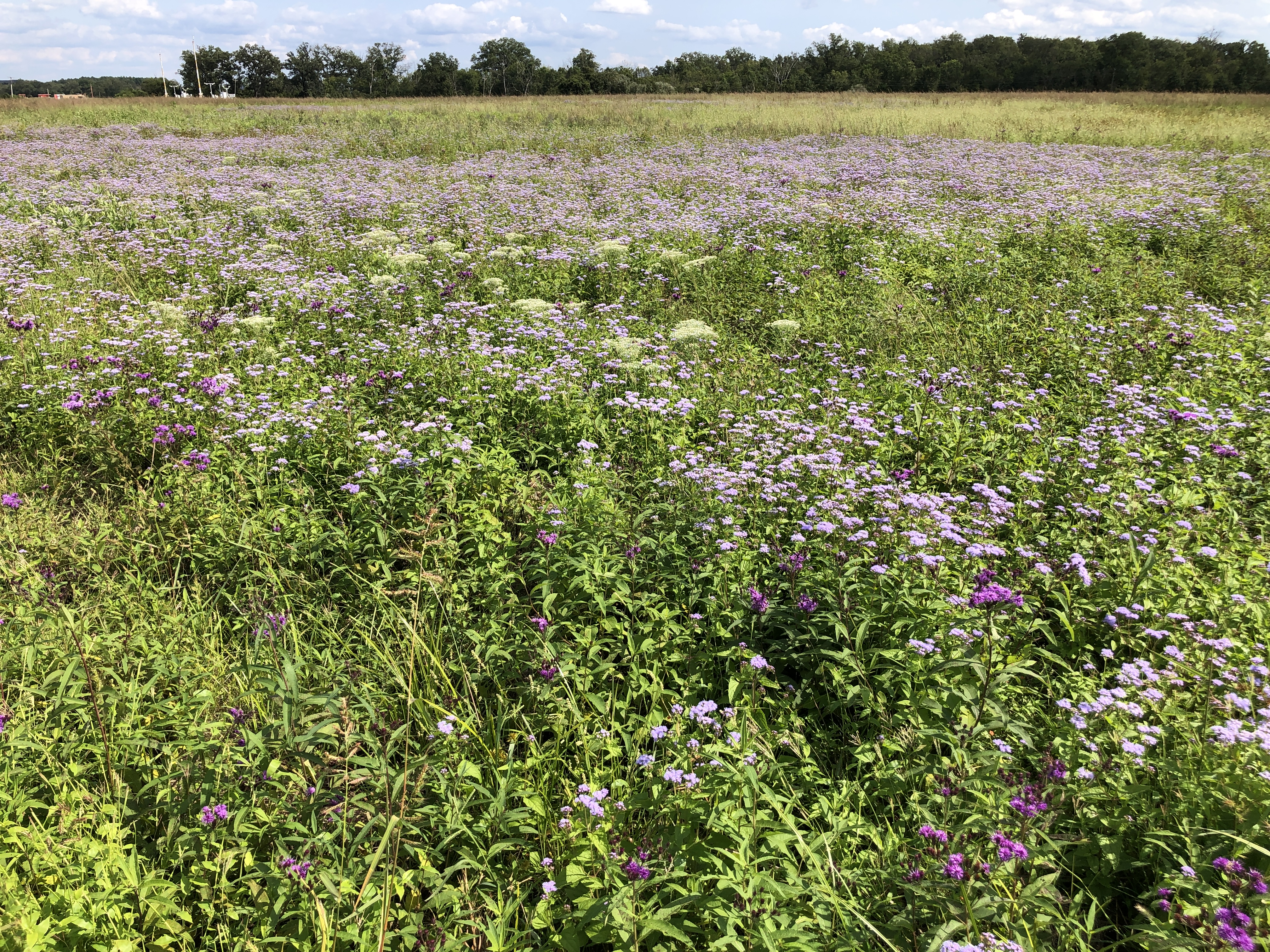
Vernonia noveboracensis у природніх умовах в штаті Вірджинія

Багаторічні трав'янисті рослини, 1,5 — 2,5 м заввишки, що утворюють групи. Злегка шорсткі стебла мають ланцетоподібні темно-зелене листя. Маленькі квіткові головки утворюються у великих кінцевих пучках з вільним розгалуженням і плоскою верхівкою. Квіти мають дисковий тип і темно-червонувато-фіолетовий колір. Високе прямостояче стебло розгалужується до вершини, причому кожна гілка несе скупчення квітів від темно-лавандових до фіолетових. Квітконоси 2–35 мм. Обгортки більш-менш напівкулясті, 6–10 × 7–10 мм. Філярії 35–60 у 4–6 рядах, голі, краї війчасті, зовнішні ланцетні до шиловидних, 1–3 мм, внутрішні довгасті, 7–9 мм, кінчики шилоподібні до ниткоподібних. Квіточки 30–45(–65). Ципсели 3,5–4 мм. 2 n = 34.

## Систематика
Первісно була описана Карлом Ліннеєм у 1753 році як Serratula noveboracensis. Через 50 років була віднесена Андре Мішо до роду Vernonia, описаного Шребером у 1791 році.

## Поширення
Зустрічається у США у штатах Алабама, Коннектикут, Делавер, Округ Колумбія, Флорида, Джорджія, Меріленд, Массачусетс, Нью-Джерсі, Нью-Йорк, Північна Кароліна, Пенсильванія, Род-Айленд, Південна Кароліна, Теннесі, Вірджинія, Західна Вірджинія та у провінції Онтаріо в Канаді.

## Еколлгія
Зростає на вологих луках, пасовищах, занедбаних полях, болотах та узбіччях доріг на висоті 10–600 метрів над рівнем моря. Процвітає на схилах плато Едвардс. Цвіте у серпні-жовтні.

## Значення
Квіти приваблюють метеликів, а плоди з насінням — птахів. Має особливу цінність для місцевих бджіл.

## Вирощування
Вирощується як висока, вузька рослина, вона підходить для задньої частини бордюру або для тісних місць. Зустрічається у вологих ґрунтах у дикій природі, але буде процвітати у звичайному або сухому ґрунті. Переносить глину та нейтральні до кислих ґрунтів. Висівають насіння восени або проводять холодну стратифікацію. Схожість зазвичай низька, тому сіють густо. Також розмножується «м'якими» живцями, взятими пізньою весною, або поділом кущів. Плоди дозрівають через 3-4 тижні після періоду цвітіння. Зберігають їх в сухих герметичних охолоджених контейнерах.